# Huo Guang

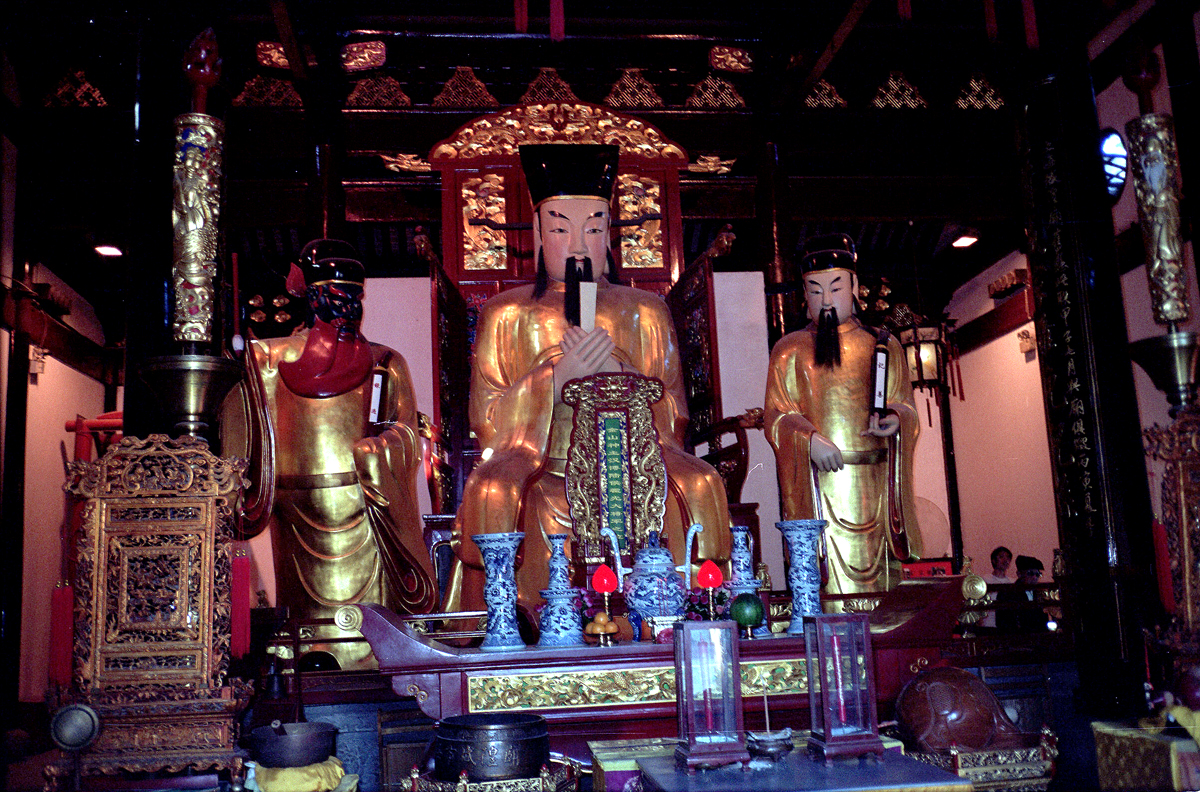
Huo Guang en el centro de un altar en el Templo del dios de la ciudad de Shanghái.

Huo Guang (muerto en 68 a. C.), nombre de cortesía Zimeng (子孟), fue un destacado político de la dinastía Han que fue un raro ejemplo en la historia china de poderoso alto funcionario que depuso a un emperador por el bien del estado en lugar de aprovechar para usurpar el trono. Era medio hermano del renombrado general Huo Qubing, y uno de los más poderosos parientes de consorte en la historia imperial china.

## Servicio bajo el  Emperador Wu
Huo Guang era hijo de Huo Zhongru y tenía un medio hermano llamado Huo Qubing, un general renombrado. Su medio tía era la emperatriz Wei Zifu, la segunda emperatriz del emperador Wu de Han. La carrera temprana de Huo Gang en el gobierno Han no está bien documentada, pero se sabe que en 88 a. C.— a finales del reinado del Emperador Wu, ya era un funcionario de alto rango con los títulos duales de Fengche Duwei (奉車都尉) y Guanglu Dafu (光祿大夫). Cuando el Emperador Wu, poco antes de morir, escogió a su hijo más joven Liu Fuling (luego Emperador Zhao) como heredero, encargó a Huo, al oficial étnicamente xiongnu Jin Midi, y al comandante de la guardia imperial Shangguan Jie (上官桀) como corregentes, pero con Huo efectivamente a la cabeza del gobierno, con los títulos de dasima (大司馬) y dajiangjun (大將軍). Cuando el emperador Wu murió en 87 a. C., el Emperador Zhao, de ocho años, quedó bajo la tutela de Huo, Jin, y Shangguan. La voluntad del Emperador Wu era crearlos a los tres marqueses, pero declinaron.

## Servicio bajo el Emperador Zhao y control del poder como regente
Como el Emperador Zhao era el hijo más joven del Emperador Wu, esto creó un conflicto y mala voluntad entre sus hermanos mayores, y durante su reinado hubo múltiples conspiraciones. En 86 a. C., una conspiración que implicaba a Liu Dan (劉旦), príncipe de Yan y uno de los hijos mayores del Emperador Wu, fue descubierta, pero el príncipe no fue castigado, presumiblemente bajo la decisión de Huo, aunque los otros conspiradores fueron ejecutados.
En 85 a. C., Huo fue creado Marqués de Bolu (博陆侯). En el mismo año, Jin, una influencia moderadora en la corregencia, falleció. Después de la muerte de Jin, Shangguan se puso cada vez más celoso de los poderes de Huo, a pesar de que los dos habían sido grandes amigos, y Huo había dado a una de sus hijas en matrimonio al hijo de Shangguan, Shangguan An (上官安). En 84 a. C., como una estratagema para fortalecer sus poderes, Shangguan Jie dio a su nieta (y también nieta de Huo), entonces de solo cinco años, en matrimonio al emperador, entonces de once, y fue nombrada emperatriz en 83 a. C.
En 80 a. C., el conflicto creciente entre Huo y Shangguan llegó a un punto crítico. Shangguan formó una conspiración con Liu Dan, príncipe de Yan, la princesa Eyi (鄂邑公主; quien, como hermana del emperador, había servido como su guardiana), y otro oficial importante Sang Hongyang (桑弘羊) para hacer falsas acusaciones de traición contra Huo. Sin embargo, el Emperador Zhao, que confiaba en Huo, no actuó sobre tales alegaciones. Los conspiradores planearon entonces un golpe de Estado, pero fueron descubiertos. La mayoría de los conspiradores, incluyendo Shangguan, fueron ejecutados, y Liu Dan y la princesa Eyi fueron forzados al suicidio.

## El incidente del Príncipe He y la entronización del Emperador Xuan
En 74 a. C., el Emperador Zhao murió a los 21 años sin hijos. Aunque el Emperador Zhao tenía medio hermanos mayores vivos, Huo los consideró incompetentes e inadecuados para el trono. Después de algunas investigaciones, decidió hacer de Liu He, sobrino del Emperador Zhao y Príncipe de Changyi el nuevo emperador. Una vez el Príncipe de Changyi fue elevado al trono como emperador, sin embargo, empezó a derrochar y comportarse de manera inapropiada durante el luto por el Emperador Zhao.
En respuesta, Huo decidió deponer al nuevo emperador, una acción sin precedentes en la historia china. Bajo un edicto emitido por la Emperatriz Viuda Shangguan (nieta de Huo), el príncipe fue depuesto después de solo 28 días de reinado y exiliado a su anterior principado de Changyi, pero degradado a marqués.
No había heredero imperial que cumpliera los estándares de Huo de un emperador diligente y hábil. A sugerencia de otro alto funcionario Bing Ji (丙吉), Huo nombró emperador a un bisnieto del Emperador Wu, Liu Bingyi (más tarde Liu Xun 劉詢), tomando el nombre de Emperador Xuan. El abuelo de Liu Bingyi, Liu Ju había sido el príncipe heredero del Emperador Wu con la Emperatriz Wei pero posteriormente cayó en desgracia y fue asesinado, con su nieto de pocos meses expulsado de la casa imperial.

## Servicio bajo el Emperador Xuan
En 73 a. C., Huo decidió devolver toda la autoridad al Emperador Xuan, pero el emperador declinó y reafirmó que todos los asuntos importantes debían ser presentados a Huo antes de que Huo los presentara al emperador. El emperador también nombró al hijo de Huo, Huo Yu (霍禹) y a sus sobrinos nietos Huo Yun (霍雲) y Huo Shan (霍山) (nietos de Huo Qubing) oficiales claves en su administración. Sus yernos Mingyou (范明友) y Deng Guanghan (鄧廣漢) fueron nombrados altos comandantes militares. Durante los siguientes años, Huo y el emperador compartieron efectivamente el poder imperial.
En 71 a. C., la esposa de Huo Guang, la Señora Xian (顯), para hacer a su hija Huo Chengjun (霍成君) emperatriz, envenenó a la esposa principal del emperador Xuan, la emperatriz Xu Pingjun, sobornando a su médica. En 70 a. C., Huo Chengjun fue nombrada emperatriz.
A pesar del aparente respeto del emperador hacia Huo Guang, se registró que en realidad temía a Huo, y le consideraba "una espina en [su] espalda" (芒刺在背, "mang ci zai bei"). Esto, combinado con la falta de voluntad de Huo Guang para controlar a sus parientes, acabaría resultando desastroso para el clan Huo.

## Muerte y posterior exterminio del clan Huo

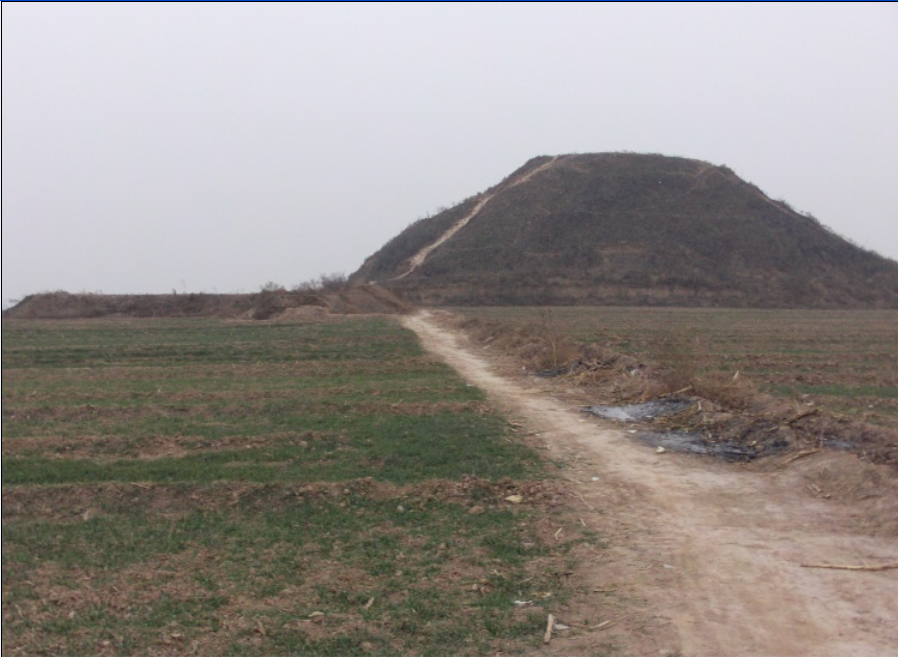
La tumba de Huo Guang en Xi'an, Shaanxi.

En 68 a. C., Huo Guang enfermó y murió. El Emperador Xuan y la Emperatriz viuda Shangguan hicieron el acto casi sin precedentes de asistir personalmente al velatorio de Huo y construyeron un mausoleo impresionante para él. Después de la muerte de Huo, sus hijos, yernos, y sobrinos nietos permanecieron en sus altos puestos y fueron nombrados marqueses. Su mujer, después del periodo de luto, inició una apasionada relación con el maestro de esclavos de Huo Guang, Feng Zidu, él mismo un amante anterior de Huo Guang. Los Huo vivían rodeados de lujos similares a la casa imperial.
El emperador Xuan, descontento con la arrogancia de los Huo, empezó a despojarles gradualmente de sus poderes reales mientras les permitía mantener sus títulos formales. En 67 a. C., el Emperador Xuan nombró a su hijo Liu Shi (劉奭, más tarde Emperador Yuan), de la emperatriz difunta Xu, príncipe heredero, un acto que enojó mucho a la Señora Xian, que instruyó a su hija para asesinarle. Presuntamente, la Emperatriz Huo hizo múltiples intentos, pero siempre falló. Por entonces, el emperador también oyó rumores de que los Huo habían asesinado a la Emperatriz Xu, lo que lo llevó a despojar a los Huo de poder real.
En 66 a. C., la Señora Xian le reveló a su hijo y sobrinos nietos que, en verdad, había asesinado a la Emperatriz Xu. Temiendo lo que el emperador pudiera hacer si encontraba pruebas reales, la Señora Xian, su hijo, sus sobrinos nietos, y sus yernos formaron una conspiración para deponer el emperador. La conspiración fue descubierta, y el clan Huo al completo fue ejecutado por orden del Emperador Xuan. Este acto fue más tarde fuertemente criticado por los historiadores, como Sima Guang en su Zizhi Tongjian, como muestra de ingratitud hacia Huo Guang. La Emperatriz Huo fue depuesta. Doce años más tarde fue exiliada y, en respuesta, se suicidó.
A pesar de la destrucción del clan Huo, el Emperador Xuan continuó honrando a Huo Guang póstumamente. En 51 a. C., cuando pintó el retrato de once grandes estadistas de su administración en la gran sala de su palacio, solo Huo, el único entre los once, fue referido con su título y nombre familiar, lo cual fue considerado un honor incluso más grande que el honor dado a los otros diez.

## Impacto en la historia china
Huo fue tratado de manera algo paradójica por la posteridad. Por un lado, fue muy admirado por su hábil administración del imperio y su desinterés al ponerse en gran peligro al deponer a un emperador no apto. Por otro lado, fue también criticado por su estilo dictatorial de gobierno, supuesto nepotismo y su incapacidad para refrenar el comportamiento de los miembros de su clan, rasgos que según algunos historiadores finalmente llevaría a la destrucción de su clan después de su muerte.
Muchos conspiradores posteriores en la historia china a menudo reclamarían que actuaban por el interés del imperio, como Huo, aunque pocos lo hicieron de hecho. Sin embargo, cuando los emperadores querían acusar (y ejecutar) a oficiales de traición, a menudo se referían eufemísticamente a ellos como "queriendo actuar como Huo Guang". En efecto, Huo estableció un estándar de decisión y fuerza que raramente se igualó y aún más raramente para beneficio del estado.